# Anna Maria von Pfalz-Neuburg

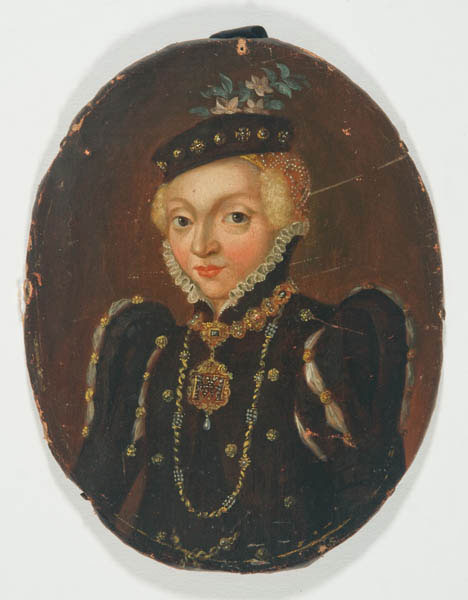
Anna Maria von Pfalz-Neuburg (etwa 1600)

Anna Maria von Pfalz-Neuburg (* 18. August 1575 in Neuburg an der Donau; † 11. Februar 1643 in Dornburg/Saale) war eine Pfalzgräfin von Neuburg und durch Heirat Herzogin von Sachsen-Weimar.

## Leben
Anna Maria war das älteste Kind des Pfalzgrafen und Herzogs Philipp Ludwig von Neuburg (1547–1614) aus dessen Ehe mit Anna von Jülich-Kleve-Berg (1552–1632), Tochter des Herzogs Wilhelm von Jülich-Kleve-Berg.
Sie heiratete am 9. September 1591 in Neuburg Herzog Friedrich Wilhelm I. von Sachsen-Weimar (1562–1602). Aus Anlass der Vermählung wurde eine Medaille aus Gold geprägt, die die Eheleute jeweils auf jeder Seite mit einem Brustbild darstellt. Im Jahr 1604 zog sie mit ihren Kindern von Weimar nach Altenburg, das für ihre Söhne als selbstständiges Herzogtum von Weimar abgetrennt wurde. Als Witwe soll Anna Maria in „tiefe Schwermut“ versunken sein und lebte seit 1612 von ihren Kindern getrennt auf ihrem Wittum, dem Amt und der Stadt Dornburg an der Saale. Bei einem Überfall auf ihr Schloss durch Kroaten des Generals Tilly im Dreißigjährigen Krieg 1631 stellte sich Anna Maria den Angreifern entgegen, wurde aber beraubt und an der Wange verwundet. Mit Hilfe herbeigeeilter Bürger konnten die Angreifer abgewehrt werden, wofür die Herzogin aus Dankbarkeit der Kirche einen Pokal stiftete.
Anna Maria ist in der jetzt vermauerten Fürstengruft der Brüderkirche von Altenburg bestattet.

## Nachkommen
Aus ihrer Ehe hatte Anna Maria folgende Kinder:
- Johann Philipp (1597–1639), Herzog von Sachsen-Altenburg

⚭ 1618 Prinzessin Elisabeth von Braunschweig-Wolfenbüttel (1593–1650)
- Anna Sophie (1598–1641)

⚭ 1618 Herzog Karl Friedrich von Münsterberg-Oels (1593–1647)
- Friedrich (1599–1625), Herzog von Sachsen-Altenburg
- Johann Wilhelm (1600–1632), Herzog von Sachsen-Altenburg
- Dorothea (1601–1675)

⚭ 1633 Herzog Albrecht von Sachsen-Eisenach (1599–1644)
- Friedrich Wilhelm II. (1603–1669), Herzog von Sachsen-Altenburg

⚭ 1. 1638 Prinzessin Sophie Elisabeth von Brandenburg (1616–1650)
⚭ 2. 1652 Prinzessin Magdalena Sibylle von Sachsen (1617–1668)